# Uno scimpanzé di... famiglia
Uno scimpanzé di... famiglia (The Jennie Project) è un film per la televisione, pubblicato il 13 luglio 2001 su Disney Channel.